# La Paz (Santander)
Pour les articles homonymes, voir La Paz (homonymie).
La Paz est une municipalité colombienne située dans le département de Santander.

## Démographie
Selon les données récoltées par le DANE lors du recensement de la population colombienne en 2005, La Paz compte une population de 5 442 habitants. En 2018, le DANE en recense 4 953.

## Liste des maires
- 2020 - 2023 : Cristian Fernando Tavera Amado